# Jon-Erik Hexum
Jon-Erik Hexum, właśc. Jon Eric Hexum (ur. 5 listopada 1957 w Englewood, w stanie New Jersey, zm. 18 października 1984 w Century City, w Kalifornii) – amerykański aktor i model.
Zginął w wyniku przypadkowego samobójczego strzału w głowę z pistoletu naładowanego ślepymi nabojami na planie serialu CBS Niebezpieczne ujęcia (ang. Cover-Up).

## Życiorys

### Wczesne lata
Był młodszym synem norweskich imigrantów – Grethy Olivii (z domu Paulsen) Hexum (1923–1988) i Thorleifa Andreasa Hexuma (1920–1990). Dorastał wraz ze starszym bratem Gunnarem w Tenafly, w stanie New Jersey. Kiedy miał pięć lat jego rodzice rozwiedli się, matka zarabiała na synów pracując na dwa etaty. W szkole średniej Tenafly High School, którą ukończył w 1976, ujawnił swoje uzdolnienia jako pianista, aktor i cheerleader. Naukę kontynuował na wydziale inżynierii biomedycznej na Case Western Reserve University w Cleveland, w stanie Ohio. W 1980 ukończył studia na wydziale filozofii i socjologii Uniwersytetu Stanu Michigan w East Lansing.

### Kariera
Dorabiał przez pięć dni jako radiowy disc jockey i aktor mniejszych scenicznych ról, a także znakomity kierowca. Następnie przeniósł się do Nowego Jorku z myślą rozpoczęcia kariery aktorskiej. Menadżer Johna Travolty – Bob LeMond of LeMond / Zetter Management dostrzegł w nim wielki potencjał. Zachęcony wyjechał rok później do Los Angeles i kandydował do roli Michaela Pappasa w melodramacie Letni kochankowie (Summer Lovers, 1982) z Daryl Hannah, którego akcja rozgrywała się w greckich plenerach, rolę jednak ostatecznie zagrał Peter Gallagher.
Swoją pierwszą kinową rolę Phineasa Bogga otrzymał w familijnym filmie fantasy Podróżnik z Unknown (Voyager from the Unknown, 1982). Niebawem zagrał tę postać na małym ekranie w serialu sci-fi NBC Podróżnicy (Voyagers!, 1982–1983). Wystąpił potem jako rozpoczynający karierę model Tyler Burnett w melodramacie ABC Wśród modeli (Making of a Male Model, 1983) u boku Joan Collins, Roxie Roker (matki Lenny’ego Kravitza) i Teda McGinleya. Pojawił się gościnnie w jednym z odcinków opery mydlanej ABC Hotel (1984) w roli księcia Eryka z Jamesem Brolinem, Connie Selleccą i Emmą Samms. 10 lipca 1984 roku zakończył zdjęcia na planie biograficznego familijnego dramatu sportowego Niedźwiedź (The Bear, 1984) o życiu Paula W. Bryanta (Gary Busey) licealnego trenera futbolu amerykańskiego. Sławę zdobył rolą Maca Harper w siedmiu odcinkach serialu CBS Niebezpieczne ujęcia (Cover-Up, 1984) o parze szpiegów, ukrywających się pod przykrywką fotografa i jej modela. Jako soundtrack wykorzystano piosenkę Holding Out For A Hero autorstwa Bonnie Tyler.
12 października 1984, po nakręceniu sceny w której wystrzelił kilka ślepych naboi z rewolweru Magnum, Hexum przyłożył sobie broń do skroni, udając że chce popełnić samobójstwo i powiedział: „Sprawdźmy, czy została jakaś kula dla mnie” (ang. Let's see if I've got one for me). Hexum najwyraźniej nie zdawał sobie sprawy, że nawet ślepy nabój wytwarza strumień gorących gazów, a palący się proch wystrzela z prędkością większą od prędkości dźwięku.
Jego organy wewnętrzne przeznaczono do transplantacji.

## Życie prywatne
Spotykał się z Elizabeth Daily, Joan Collins, Heather Thomas i Emmą Samms.

## Filmografia
| Rok       | Tytuł                    | Rola          | Uwagi           |
| --------- | ------------------------ | ------------- | --------------- |
| 1982      | Voyager from the Unknown | Phineas Bogg  |                 |
| 1982–1983 | Voyagers!                | Phineas Bogg  | TV, 20 odcinków |
| 1983      | Making of a Male Model   | Tyler Burnett | Film TV         |
| 1984      | Hotel                    | Prince Erik   | TV, 1 odcinek   |
| 1984      | The Bear                 | Pat Trammell  |                 |
| 1984      | Niebezpieczne ujęcia     | Mac Harper    | TV, 7 odcinków  |